# Kraatziana lata
Kraatziana lata là một loài bọ cánh cứng trong họ Zopheridae. Loài này được Pic miêu tả khoa học năm 1934.